# Braeburn Capital
Braeburn Capital es una empresa de gestión de activos y fondo de capital riesgo estadounidense con sede en Reno, en el estado de Nevada, constituyéndose como una filial de la empresa de tecnología Apple Inc. Su denominación juega con el nombre de su empresa matriz, Apple, ya que «Braeburn» es una variedad de manzana oriunda de Nueva Zelanda. La compañía se fundó el 3 de octubre de 2005, en un intento por parte de Apple de optimizar la administración y rendimiento de sus activos, además de para evitar mediante ingeniería fiscal el pago de impuestos estatales en California y otros estados de Estados Unidos por valor de millones de dólares.
Los activos bajo gestión de la compañía han experimentado un extraordinario crecimiento desde su fundación en 2005, en gran parte gracias a los beneficios de su empresa matriz. Su dotación inicial de 8300 millones de dólares en 2005 se había multiplicado un lustro después hasta los 51.000 millones (2010), en 2015 se estimaban ya en 205.670 millones y alcanzó su máximo en 2017, con unos activos bajo gestión valorados en 268.900 millones de dólares. En octubre de 2012, según CNET, Braeburn tenía 117.200 millones de USD bajo gestión, convirtiéndose en el «mayor fondo de cobertura del mundo». Dados los enormes beneficios de su compañía matriz en la década de 2010, se ha señalado a Braeburn Capital como una de las empresas involucradas en el uso de métodos legales que Apple emplea para evitar el pago de miles de millones de dólares en impuestos tanto en Estados Unidos como a nivel internacional.